# 塚原亮一
塚原 亮一（つかはら りょういち、1920年5月15日 - 1993年4月24日）は、日本の児童文学者、翻訳家。

## 人物・来歴
東京生まれ。
1944年早稲田大学文学部仏文科卒。
中国に出征、帰国後児童文学の翻訳・研究に従事する。
国立音楽大学教授。日本児童文学学会、日本児童文学者協会理事。
父は童話作家の塚原健二郎。
息子はフランス文学者の塚原史。

## 著書
- 『教室三百六十五日 読物百科』（井口文秀絵、泰光堂） 1951
- 『海の子ロマン』（松野一夫絵、講談社の絵本） 1956
- 『コロンブス』（松野一夫絵、講談社、世界伝記全集） 1956
- 『発明発見物語』（編、松井行正絵、泰光堂、学校図書館シリーズ） 1957
- 『ファーブル』（講談社、少年少女世界伝記全集6 (フランス編)） 1960

## 翻訳
- 『巨人パンタグリュエル』（フランソワ・ラブレー原作、青木繁絵、好江書房） 1948
- 『フランスの民話』（編、宮木かおる絵、宝文館、中学生世界民話全集6 (フランス編)） 1958
- 『フランスむかしばなし集』（訳編、堀木竣介絵、宝文館、少年少女世界むかしばなし全集） 1960
- 『家なき子』（マロー、講談社、世界の名作） 1964
- 『サボテン王女』（マルクウ、桑名起代至絵、講談社、世界少女名作全集） 1965
- 『セギュール夫人童話集6 せむしのフランソワ』（セギュール夫人、安井民江絵、岩崎書店） 1966
- 『ムスティクのぼうけん』（ポール・ギュット、センバ太郎絵、学習研究社、新しい世界の童話シリーズ） 1966
- 『ああ無情』（ユーゴー、講談社、世界の名作図書館） 1967
- 『夜明けのハーモニカ』（マリアンヌ・モネスティエ、新日本出版社） 1967
- 『ガラスのお城』（ジャクリーヌ・ドウマンジュ、藤沢友一絵、ポプラ社） 1969
- 『おてんばきかんしゃ』（ポール・ギュット、赤坂三好絵、あかね書房、世界の創作幼年童話） 1970
- 『プークとオオカミ団』（レオンス・ブールリアゲ、司修絵、大日本図書） 1972
- 『雲売りおじさん ほか』（レオンス・ブールリアゲ、長谷川知子絵、講談社、こどもの世界文学13 (フランス編3)） 1973
- 『にんじん物語』（ルナール、斎藤寿夫絵、偕成社、世界の幼年文学 カラー版） 1973
- 『少年少女類別民話と伝説 世界の心をうつ話』（編著、武部本一郎絵、偕成社） 1974
- 『トマと無限』（ミシェル・デオン、エティエンヌ・ドゥルセール絵、篠崎書林） 1979
- 『ダルタニャンと三銃士』（アレクサンドル・デュマ、尾崎真吾絵、国土社） 1988

### ジュール・ヴェルヌ
- 『チェアマン島の十五少年』（ジュール・ヴェルヌ原作、大雅堂、世界少年文学選集） 1949
- 『十五才の冒険船長』（山内秀一絵、岩崎書店、ベルヌ冒険名作選集10） 1960
- 『海底二万マイル』（司修絵、偕成社、ベルヌ名作全集10） 1968
- 『気球にのって五週間』（丸山武男絵、偕成社、ベルヌ名作全集15） 1969
- 『十五少年漂流記 新訳』（ヴェルヌ、石部虎二絵、文研出版） 1970

### ルネ・ギヨ
- 『ライオン少年』（ルネ・ギーヨ、白井哲絵、講談社、少年少女世界動物冒険全集） 1957
- 『グリシュカとクマ』（ギヨ、講談社、少年少女新世界文学全集(フランス現代編)） 1964
- 『一角獣の秘密』（ルネ・ギヨ、鈴木琢磨絵、学習研究社、少年少女・新しい世界の文学） 1969
- 『黒いカモシカの魔法』（ルネ・ギヨ、三好碩也絵、あかね書房、こども世界の民話 アフリカ編） 1970
- 『こいぬの月世界探検』（ルネ・ギヨ、竹川功三郎絵、講談社、こどもの世界文学14 (フランス編4)） 1973

## 論文
- <塚原亮一